# Гловер Моррілл Аллен
Гловер Моррілл Аллен (англ. Glover Morrill Allen, 1879—1942) — американський зоолог.

## Життя та робота
Він народився у Волполі, штат Нью-Гемпшир, у родині преподобного Натаніеля Гловера Аллена та Гаррієт Енн (Шулер) Аллен, навчався в Гарвардському університеті. Ще студентом, Аллен опублікував книги «Птахи Массачусетсу» та «Список птахів Нью-Гемпширу». Після закінчення навчання в 1901 році його було призначено бібліотекарем Бостонського товариства природничої історії, а в 1904 році він отримав ступінь доктора філософії в Гарварді. З 1924 року він читав лекції зоології в Гарварді та обіймав посаду куратора ссавців у Музеї порівняльної зоології.
Він багато подорожував, подорожуючи Центральною та Південною Америкою, Східною та Західною Африкою, Нілом, Бельгійським Конго як член восьмичленної Гарвардської медичної африканської експедиції (1926–1927), та Австралією як член шестичленної Гарвардської австралійської експедиції (1931–1932) разом зі своїм учнем Ральфом Ніколсоном Еллісом.
Серед його публікацій: «Кажани: біологія, поведінка та фольклор» (1939), яка свого часу вважалася провідним вступом до рукокрилих, «Контрольний список африканських ссавців» та «Ссавці Китаю та Монголії». У 1915 році його обрали членом Американської академії мистецтв і наук, а з 1927 по 1929 рік — президентом Американської спілки теріологів.
Аллен згадується в наукових назвах двох видів ящірок: Adolfus alleni і Bachia alleni.